# Crevasă

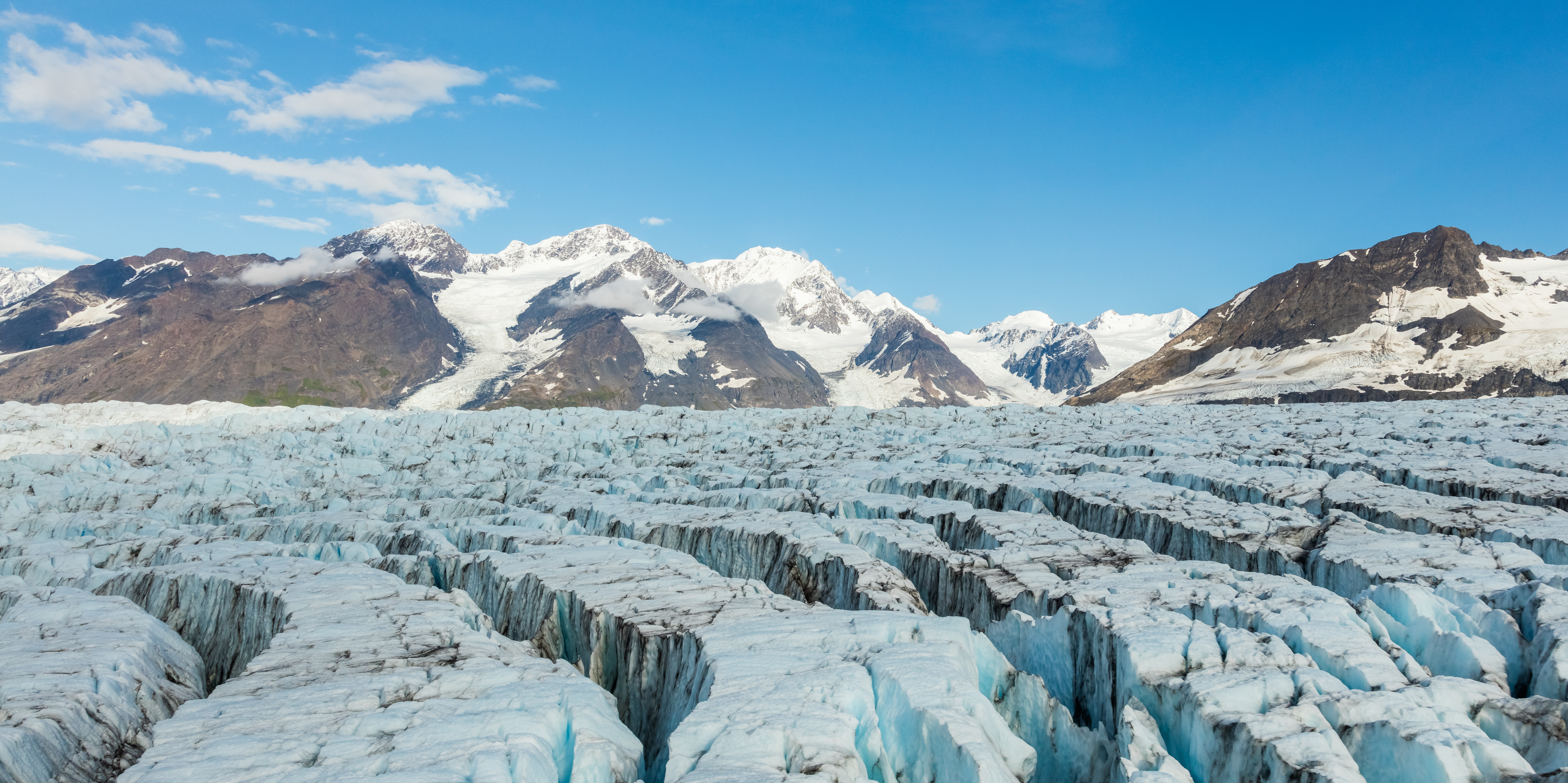
Crevase transversale, Chugach State Park, Alaska

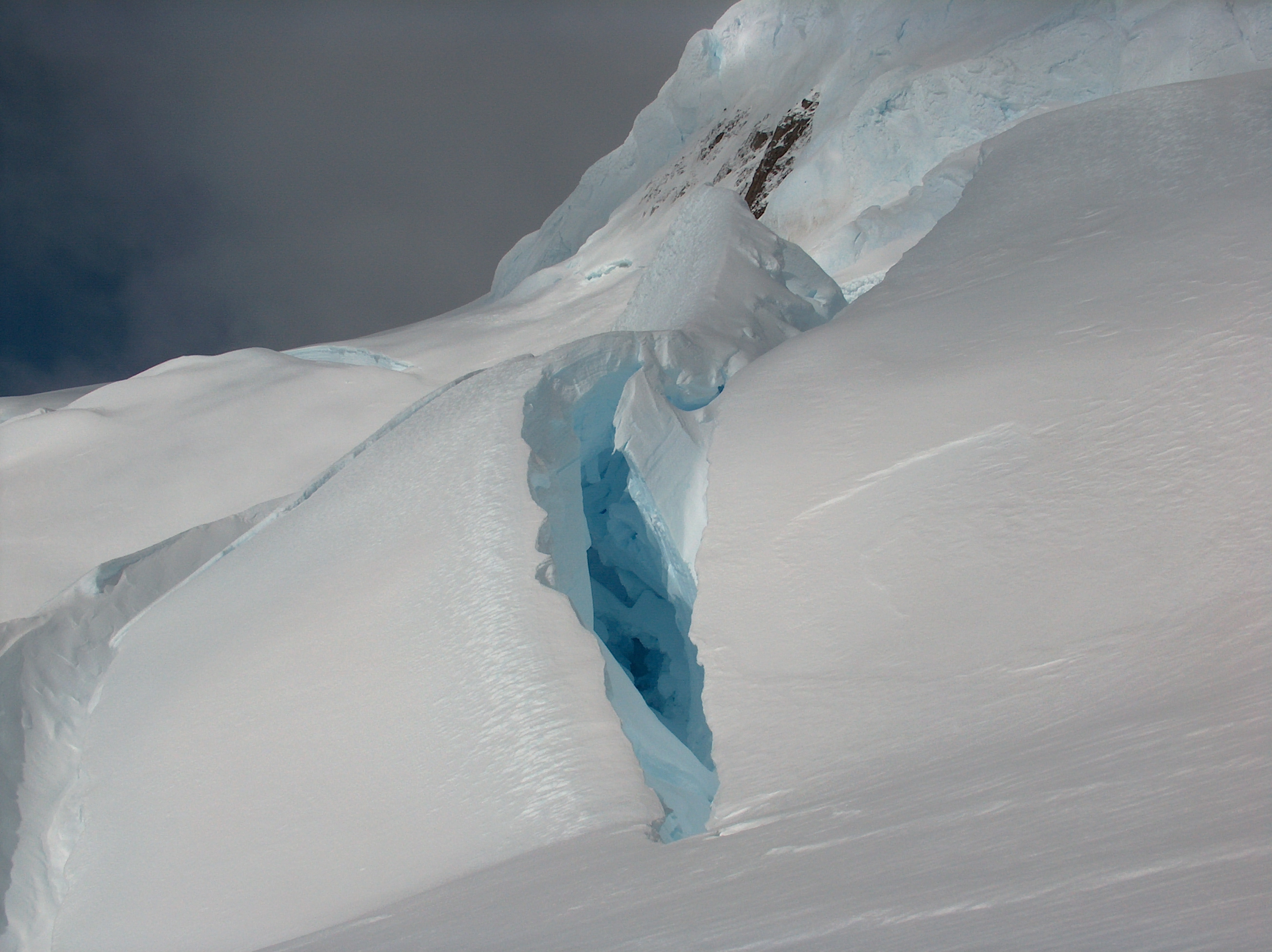
O crevasă în Munții Tangra, Antarctica

O crevasă este o fisură adâncă, fractură sau fisură găsită într-o calotă glaciară sau într-un ghețar, sau în pământ. Crevasele se formează ca urmare a mișcării și a stresului rezultat asociat cu stresul de forfecare generat atunci când două bucăți semi-rigide deasupra unui substrat plastic au rate diferite de mișcare. Intensitatea rezultată a stresului de forfecare provoacă o rupere de-a lungul fețelor.

## Descriere
Crevasele au adesea pereți verticali sau aproape verticali, care se pot topi și crea de seracuri, arcade și alte formațiuni de gheață. Acești pereți expun uneori straturi care reprezintă stratigrafia ghețarului. Dimensiunea crevasei depinde adesea de cantitatea de apă lichidă prezentă în ghețar. O crevasă poate avea o adâncime de până la 45 de metri și o lățime de până la 20 de metri.
O crevasă poate fi acoperită, dar nu neapărat umplută, de un pod de zăpadă realizat din acumularea și derapajele de zăpadă din anii precedenți. Rezultatul este că crevasele sunt făcute invizibile și, prin urmare, potențial letale pentru oricine încearcă să navigheze peste un ghețar. Ocazional, un pod de zăpadă peste o crevasă veche poate începe să se îndoaie, oferind o oarecare ușurare a peisajului, dar acest lucru nu poate fi invocat. Grupurile care intenționează să călătorească pe un ghețar cu crevase ascunse trebuie să fie instruite să se deplaseze ca o echipă de frânghie și să aibă echipament adecvat.
Prezența apei într-o crevasă poate crește semnificativ penetrarea acesteia. Crevasele umplute cu apă pot ajunge la fundul ghețarilor sau a straturilor de gheață și pot asigura o legătură hidrologică directă între suprafață, unde are loc o topire semnificativă în timpul verii, și patul ghețarului, unde apa suplimentară poate umezi și lubrifia patul și poate accelera fluxul de gheață.

### Tipuri de crevase
- Crevasele longitudinale se formează paralel cu debitul în care lățimea ghețarului se extinde. Ele se dezvoltă în zone de tensiuni de tracțiune, cum ar fi locul în care o vale se lărgește sau se îndoaie. Ele sunt de obicei concave în jos și formează un unghi mai mare de 45° cu marginea.[3]
- Crevasele splaying apar de-a lungul marginilor unui ghețar și rezultă din tensiuuea de forfecare de la marginea ghețarului și tensiuuea de comprimare longitudinală din extensia laterală. Acestea se extind de la marginea ghețarului și sunt concave în sus în raport cu fluxul ghețarului, făcând un unghi mai mic de 45° cu marginea.
- Crevasele transversale sunt cele mai frecvente tipuri de crevasă. Ele se formează într-o zonă de extensie longitudinală în care tensiunile principale sunt paralele cu direcția fluxului ghețarului, creând o tensiune de tracțiune extensional. Aceste crevase se întind pe ghețar transversal până la direcția de curgere sau încrucișați. Ele se formează, în general, în locul în care o vale devine mai abruptă.[3]